# Мирослав Мишкович
Мирослав Мишкович е сръбски бизнесмен, милиардер. Считан е за най-богатия сърбин в Сърбия с 2 млрд. щ. дол. към 2007 г.
Роден е в село Бошняне (днес в Община Варварин, Расински окръг, Република Сърбия).
Собственик е на „Делта холдинг“, чиято корпоративна група е сред най-големите в страната. Групата се занимава с външна и вътрешна търговия (на едро и дребно), недвижими имоти, застраховане и др. Имала е магазини в България.